# Lijst van gemeenten in kanton Glarus
Het Zwitserse kanton Glarus omvat 3 gemeenten (2011):

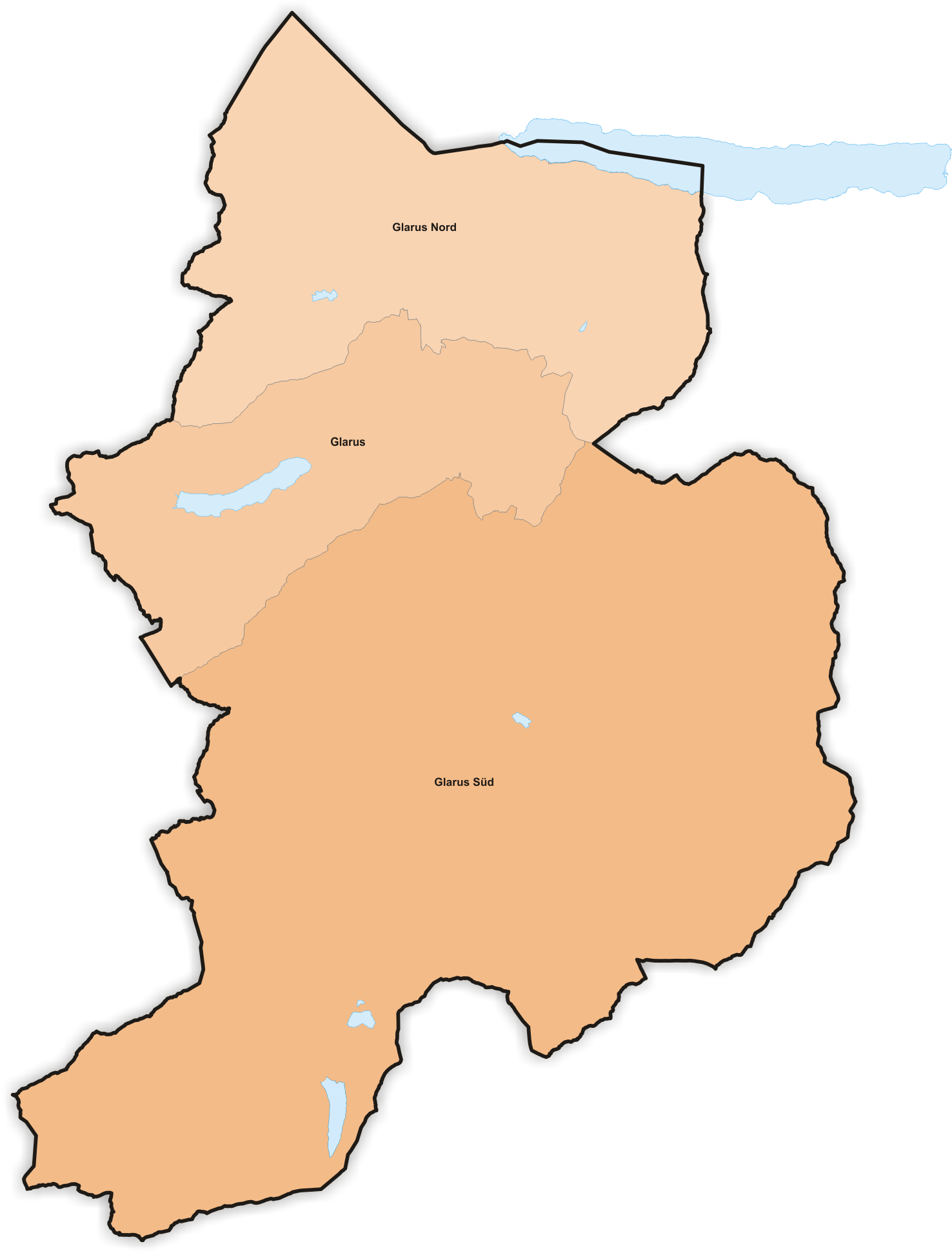
Gemeenten van het kanton Glarus

| Wapenschild | Gemeentenaam | Inwoners (31-12-2013) | Oppervlakte (km²) |
| ----------- | ------------ | --------------------- | ----------------- |
|             | Glarus Nord  | 17.335                | 146,98            |
|             | Glarus       | 12.422                | 103,61            |
|             | Glarus Süd   | 9.836                 | 425,88            |

Bern · 
Genève · 
Glarus · 
Graubünden · 
Schaffhausen